# Snes
 For alternative betydninger, se Super Nintendo Entertainment System.
Snes er et antal på 20 stykker. I ældre tid blev betegnelsen lille snes brugt om et antal på 18.